# Lumpy Gravy
Lumpy Gravy prvi je studijski solo album američkog glazbenika Frank Zappe, koji izlazi u prosincu 1967.g. Iako album potpisuje sam, ipak se na njemu pojavljuju neki od članova grupe The Mothers of Invention, kao prateći glasovi ili kao članovi orkestra. Zappa je s ovim albumom napravio jedan ozbiljan pokušaj istraživanja u kojem pokušava primijeniti modernu klasičnu glazbu od Stravinskog, Edgard Varèsea i ostali klasičara u okvire rock and rolla.

## Popis pjesama
Sve pjesme napisao je Frank Zappa.
1. "Lumpy Gravy, Prvi dio" – 15:48
  - "The Way I See It, Barry"
  - "Duodenum"
  - "Oh No"
  - "Bit Of Nostalgia"
  - "It's From Kansas"
  - "Bored Out 90 Over"
  - "Almost Chinese"
  - "Switching Girls"
  - "Oh No Again"
  - "At The Gas Station"
  - "Another Pickup"
  - "I Don't Know If I Can Go Through This Again"
2. "Lumpy Gravy, Drugi dio" – 15:51
  - "Very Distraughtening"
  - "White Ugliness"
  - "Amen"
  - "Just One More Time"
  - "A Vicious Circle"
  - "King Kong"
  - "Drums Are Too Noisy"
  - "Kangaroos"
  - "Envelops The Bath Tub"
  - "Take Your Clothes Off"

Skladbe snimane u veljači 1967 u Capitol Recordsu:
Strana prva: 
TABLEAUX
- I SINK TRAP
- II GUM JOY
- III UP AND DOWN
- IV LOCAL BUTCHER

Strana druga: 
TABLEAUX
- V GYPSY AIRS
- VI HUNCHY PUNCHY
- VII FOAMY SOAKY
- VIII LET'S EAT OUT
- IX TEEN-AGE GRAND FINALE

## Izvođači
- Frank Zappa – gitara, klavijature, vokal
- All Nite John – chorus (John Kilgore, snimatelj)
- John Balkin – bas-gitara
- Dick Barber – vokal
- Arnold Belnick – žičani instrumenti
- Harold Bemko – žičani instrumenti
- Chuck Berghofer – bas-gitara
- Jimmy Carl Black – udaraljke, bubnjevi, chorus
- Jimmy Bond – bas-gitara
- Bruce – chorus
- Dennis Budimir – gitara
- Frank Capp – bubnjevi
- Donald Christlieb – puhački instrumenti
- Gene Cipriano – puhački instrumenti
- Vincent DeRosa – rog
- Joseph DiFiore – žičani instrumenti
- Jesse Ehrlich – žičani instrumenti
- Alan Estes – udaraljke, bubnjevi
- Gene Estes – udaraljke
- Louis "Louie The Turkey" Cuneo, chorus
- Roy Estrada – bas-gitara, chorus
- Larry Fanoga – vokal, chorus
- Victor Feldman – udaraljke, bubnjevi
- Bunk Gardner – puhački instrumenti
- James Getzoff – žičani instrumenti
- Gilly – chorus
- Philip Goldberg – žičani instrumenti
- John Guerin – bubnjevi
- Jimmy "Senyah" Haynes – gitara
- Harry Hyams – žičani instrumenti
- J.K. – chorus
- Jules Jacob – puhački instrumenti
- Pete Jolly – klavir, orgulje
- Ray Kelly – žičani instrumenti
- Jerome Kessler – žičani instrumenti
- Alexander Koltun – žičani instrumenti
- Bernard Kundell – žičani instrumenti
- William Kurasch – žičani instrumenti
- Michael Lang – klavir, orgulje
- Arthur Maebe – francuski rog
- Leonard Malarsky – žičani instrumenti
- Shelly Manne – bubnjevi
- Lincoln Mayorga – klavir, orgulje
- Euclid James "Motorhead" Sherwood – chorus
- Ted Nash – puhački instrumenti
- Richard Parissi – francuski rog
- Don Preston – bas-gitara, klavijature
- Pumpkin – chorus
- Jerome Reisler – žičani instrumenti
- Emil Richards – udaraljke
- Tony Rizzi – gitara
- Ronnie – chorus
- John Rotella – udaraljke, puhački instrumenti
- Joseph Saxon – žičani instrumenti
- Ralph Schaeffer – žičani instrumenti
- Leonard Selic – žičani instrumenti
- Kenny Shroyer – trombon
- Paul Smith – klavir, orgulje
- Tommy Tedesco – gitara
- Al Viola – gitara
- Bob West – bas-gitara
- Ronny Williams
- Tibor Zelig – žičani instrumenti
- Jimmy Zito – truba

## Produkcija
- Producent: Frank Zappa
- Aranžer: Gary Kellgren, John Kilgore
- 1984 Remix: Bob Stone
- 1993 CD remastering, Spencer Chrislu, odobren od Frank Zappe, (izašao 1995)
- Aranžer: Frank Zappa

## Top lista
Album - Billboard (Sjeverna Amerika)
| Godina | Top lista  | Mjesto |
| ------ | ---------- | ------ |
| 1968   | Pop Albums | 159    |

## Vanjske poveznice
- Detalji albuma na Lyricsu
- Informacije o izlasku albuma